# 미니어처 카
미니어처 카(Miniature Car)는 각양각색의 소재로 자동차를 축소화한 장난감과 모형을 말한다. 다이 캐스트 토이(Die-cast toy), 미니카(Mini Car, 일본어: ミニカー)로도 불리며 미니카는 일본어식 영어에 해당한다.

## 개요
저가형은 어린이의 완구로 이용할 수 있으며, 고가형은 성인의 감상용으로도 이용할 수 있다. 소재는 아연합금제가 가장 많으며 스티롤 수지의 프라모델, 금속제 키트 등의 조립식의 자동차 모형이나, 라디오 컨트롤, 슬롯 카 등 자동주행 기능을 가진 것을 널리 미니카에 포함시키는 경우도 있다.
예전에는 모형점이나 완구점에서 구입하는 것이 일반적이었지만, 최근은 전문점에서도 판매하는 경우도 있다.
통상 완제품형태로 판매되는 것이 일반적이지만, 기성품에 만족할 수 없는 애호자를 대상으로 해서 키트 형태로 판매되는 것도 있다.

## 주요 제조사와 주요 제품

### 대한민국
- 지그마리
- 미니크래프트
- 아카데미과학
- 크로바미니카
- CM TOYS

### 일본
- 토미카
- 포피니카
- 타미야
- 교쇼
- 신세이
- 고나미
- 에부로
- 후지미모형
- 다이아펫트

### 중국
- IXO
- 오토아트
- 뉴 레이 토이즈
- JKM

### 미국
- 매치 박스
- 핫 휠
- 패스트 렌(Fase Lane)
- EXOTO
- 마이스토(Maisto)

### 독일
- 헬파

### 프랑스
- Jouef

## 같이 보기
- 자동차 모형
- 슬롯 카
- 미니카
- 프라모델
- 스케일 모델
- 철도 모형